# 용산초등학교 (충북)
용산초등학교는 대한민국 충청북도 영동군 용산면 용심로 1284 (한곡리)에 있었던 공립 초등학교이다.

## 학교 연혁
- 1926.05.11	용산공립보통학교 개교(4년제 2학급 편성)(설립인가 4월 1일)
- 1938.04.01	용산공립심상소학교로 교명 변경
- 1941.04.01	용산공립국민학교로 교명 변경
- 1985.08.13	병설유치원(1학급) 인가
- 1996.03.01	용산초등학교로 개명(5학급 편성)
- 1997.03.01	병설유치원 폐원(5학급 편성)
- 1999.03.01	구룡초등학교로 통폐합(용산초 폐교)